# Joan Manén i Planas
Joan Manén i Planas (Barcelona, 14 de març de 1883 – 26 de juny de 1971) fou virtuós del violí i compositor d'una obra molt important i extensa: òperes, obres simfòniques, concerts, ballets, música de cambra, sardanes, cançons… i també nombroses transcripcions musicals. Mostrà el seu vessant literari escrivint literatura musical, en diverses obres i articles, i llibrets d'òpera. Nen prodigi, el seu virtuosisme amb el violí li atorgà des de ben jove un ample reconeixement internacional.

## Biografia
Joan Vicent Florentí Manén i Planas va néixer al 40 del carrer Mercaders de Barcelona, fill de Joan Manén i Avellán i de Maria Planas i Ribas, ambdós de Barcelona. Als tres anys, al seu domicili natal del carrer dels Mercaders, va començar els estudis de solfeig i piano de la mà del seu pare, un comerciant aficionat a la música, i als cinc va iniciar-se en el violí. Va prosseguir-los amb Clemente Ibarguren, que havia estat deixeble de Delphin Alard, i amb Frédéric Balart, aleshores director del Conservatori de Barcelona. Arran dels estudis amb Ibarguren va oferir els primers recitals públics en diverses ciutats espanyoles. És considerat nen prodigi, ja que als set anys ja feu amb gran èxit un concert públic de violí, instrument del qual, més endavant, seria considerat un dels grans virtuosos.
El 1892, amb nou anys, va realitzar una gira com a concertista per Llatinoamèrica. L'any següent va dirigir per primera vegada un concert simfònic a Argentina amb un cor de dos-cents homes. Amb tretze anys va escriure les primeres composicions, que serien publicades un parell d'anys després. El 1897 debutà al Carnegie Hall de Nova York. A partir de 1898 va començar a fer recitals per tot Europa i va realitzar duets musicals amb artistes de la talla d'Enric Granados i Pau Casals, Richard Strauss, Joaquin Nin, Camille Saint-Saëns i Antonín Dvořák, entre altres músics rellevants.
A Alemanya, on va ser fins i tot comparat amb Richard Strauss, la seva música fou reconeguda ben aviat i les seves òperes foren representades amb assiduïtat en importants teatres del país. De fet, va ser arran de la seva presentació el 1904 a la Hochschule (institució d'estudis superiors) de Berlín, quan tenia vint-i-un anys, que va ser aclamat com un dels més destacats instrumentistes del moment, i assolí una fama imparable arreu d'Europa. El prestigiós compositor i organista Alexander Winterberger (1834-1914) va escriure al diari Leipziger Nueste Nachrichten, després d'haver assistit a un concert de violí de Manén: 
| « | La suavitat del seu so, d'una bellesa i una densitat gairebé insòlites, fa que hom es lliuri captivat a la seva personalitat i a la peculiar execució de l'instrument, i l'escolti amb delectació, seduït per la sonoritat i l'exclusivitat del seu timbre, de la més alta claredat i puresa, i per la màgia del seu virtuosisme. | » |

La carrera de Manén, intuïtiu i autodidacte, com a virtuós del violí i com a compositor va ser sorprenent: els més aclamats directors d'orquestra, Felix Weingartner, Willem Mengelberg, Bruno Walter, Clemens Krauss, Fritz Reiner o Ernst von Schuch, entre d'altres, van dirigir-lo en les seves actuacions o van estrenar algunes de les seves obres. En nombroses ocasions el mateix compositor i violinista exercí de director d'orquestra.
Joan Manén tocà durant gran part de la seva vida amb un violí Petrus Guarnerius, instrument que havia pertangut a Felix Mendelssohn, una de les personalitats de major influència en la vida musical de l'Europa de la primera meitat del segle xix. Fou el primer violinista del món en enregistrar sencers els concerts de violí i orquestra de Beethoven, Bruch i Mendelssohn.
Manén va difondre amb les seves interpretacions una gran part de les obres de Niccolò Paganini, fins i tot les considerades "inexecutables" per molts violinistes; i, després de Pablo Sarasate, va ser l'únic d'entre els violinistes espanyols que assoliria fama internacional i contractes amb les principals sales de concerts de l'època. Va oferir més de quatre mil concerts durant una llarga carrera com a instrumentista que finalitzà amb setanta-sis anys el 1959. No s'aturà, però, la seva activitat com a compositor.
El 1930 fundà i presidí la Societat Filharmònica de Barcelona, entitat influent en l'ambient musical barceloní que programà diversos concerts.
Joan Manén va ser franquista i pro-nazi. “El violinista Joan Manén, gran admirador de Hitler i del seu sistema, reapareixerà aviat davant del públic barceloní com a director d’una orquestra simfònica.” Quadern d’estudis polítics, econòmics i socials, amb data del 17 d’octubre de 1946. El Quadern era una revista mensual publicada a Perpinyà, entre els anys 1945 i 1947, i promoguda pels intel·lectuals catalans a l’exili. .Era conegut el seu filonazisme, perquè Manén va ser un dels pocs compositors que va aparèixer fotografiat a la revista nazi Signal, un dels òrgans de propaganda del règim
Morí en 1971 i fou enterrat al Cementiri de Montjuïc de Barcelona.

## Obra musical
La seva producció inclou cinc òperes, dos ballets, dues simfonies, diversos poemes simfònics, dos ballets, concerts per a violí, piano, violoncel i oboè, música de cambra, obres corals, cançons, sardanes i nombroses transcripcions; moltes han estat interpretades a diversos països europeus i americans. L'obra compositiva de Manén és postromàntica, amarada de lirisme, amb un fort substrat nacionalista, tant català com espanyol, i una important influència germànica pel que fa al desenvolupament de la forma.
Les òperes Giovanna di Napoli (1903) i Acté (1903) van ser estrenades al Liceu. A Frankfurt estrenà l'obra escènica Der Fackeltanz (La dansa de les atxes, 1909 - versió alemanya de Giovanna di Napoli). També va escriure obres orquestrals, com Miniatures per a orquestra de corda, Suite per a violí, piano i orquestra, Simfonia Ibèrica o Juventus per a dos violins, piano i orquestra, obres per a violí i orquestra, la Simfonia Nova Catalònia, i diferents concerts per a instrument solista i orquestra. Va compondre per a l'escena el monodrama Medea, El camí del sol (1926), Neró i Acté (1928), la trilogia en vuit actes Don Joan —una de les composicions més estimades per l'autor, finalitzada el 1963, no estrenada—, Soledad (1952), una obertura i dos ballets: Rosario la Tirana (1933) i El retrat de Dorian Gray.
En el terreny de la música de cambra destaquen la composició per a flauta i piano Belvedere (1949), el Quintet amb piano Lui et elle i el Quartet amb piano Mobilis in mobili basada en la novel·la de Jules Verne Vint mil llegües de viatge submarí.
En el camp de la sardana, el seu nom ha destacat quasi només per dues sardanes: El cavaller enamorat i Camprodon, obres que han estat d'una incidència extraordinària, seguides de prop per un altre títol, Manresana; ja més lluny, L'alegre companyia, Esperançant, Cap a Núria falta gent, Joia d'infants, Pàtria, Sardana trágica, Gironina, Figuerenca i Esperançant . Segons paraules d'Oriol Martorell:
| « | Les sardanes de Joan Manén respiren noblesa de sentiments, una equilibrada estructura formal i un gust quasi sensual per les combinacions tímbriques i colorístiques. | » |

Són notables les transcripcions que feu d'obres de Johann Sebastian Bach, Ludwig van Beethoven, Robert Schumann, Giuseppe Tartini i Paganini.

## Obra literària
Va escriure una autobiografia titulada Mis experiencias (en tres volums, Editorial Juventud, Barcelona, 1944-1957), els llibrets de quatre de les seves òperes i un tractat de violí El violín (Editorial Labor, Barcelona 1958). Altres són: Variaciones sin tema, Relatos de un violinista, Diccionario de celebridades musicales. Aquest darrer fou realitzat amb la col·laboració del seu secretari Artur Menéndez Aleyxandre (1899-1984)
Va ser director de la revista Música. Va col·laborar amb interessants articles a la Revista Musical Catalana, un butlletí periòdic que la Institució Catalana de Música va crear amb l'objectiu de donar informacions musicals que tenien força interès per copsar l'ambient musical de l'època modernista, publicat a partir de 1904. També va col·laborar en altres publicacions, de manera destacada a La Vanguardia, amb la seva columna "Variaciones sin tema".

## L'Auditòrium Manén
Manén ideà l'ambiciós projecte de crear un auditori a la capital que complementés els altres dos grans temples musicals de la ciutat: el Liceu i el Palau de la Música Catalana. El 1954 es posava la primera pedra de l'Auditòrium Manén al barri del Putxet; però les subvencions esperades no arribaven amb la solvència necessària i els ingressos familiars, que provenien principalment de negocis i propietats a Cuba, patiren un daltabaix a conseqüència de la revolució castrista: el músic, enfrontat a problemes econòmics, va decidir cedir-lo a l'Ajuntament durant dos anys perquè finalitzessin la construcció de l'edifici. Després d'un llarg temps d'immobilisme per part de les autoritats del moment, Joan Manén decidí finalment vendre el terreny amb l'Auditori a mig construir (confluència Balmes/Castanyer) a Pedro Balañà. L'any 2000 l'esquelet de l'Auditori fou enderrocat. Actualment en el solar on hi havia l'Auditori es troben el Multicines Balmes.

## El Fons Joan Manén
Després de la mort del músic, l'any 1971, els hereus del músic feren donació d'un llegat al Museu de la Música de Barcelona, conservat en l'arxiu de la institució com a Fons Joan Manén. Comprèn una partituroteca amb manuscrits autògrafs d'obres del músic, així com algunes partitures impreses com Juventus, Miniatures o el Concert per a oboè. A més, la col·lecció d'instruments del Museu conserva el violí donat pel mateix Joan Manén l'any 1964, amb el qual havia inaugurat la seva carrera internacional de concertista el 1904, un Étienne Maire Clarà construït a finals del segle xix.
La Biblioteca Nacional de Catalunya conserva també un important Fons de documentació personal, patrimonial i familiar del músic així com diverses partitures impreses i manuscrites.
Un important fons de partitures simfòniques, que complementa el fons del Museu de la Música de Barcelona, es troba a l'arxiu de l'Associació Joan Manén Arxivat 2015-07-04 a Wayback Machine..

## Reconeixements
Manén va ser membre de la Real Academia de Bellas Artes de San Fernando i de la Reial Acadèmia de Música d'Estocolm. Va rebre moltes distincions, entre les quals la de Caballero de la Real Orden de Carlos III, la Medalla d'Or de la Ciutat de Barcelona al Mèrit Artístic i la de Comendador de número de la Orden Civil de Alfonso XII.
L'Ajuntament de Barcelona va dedicar-li un carrer, en el districte d'Horta-Guinardó, substituint l'anterior nom, "c/ del Maestro Joan Manén", per l'actual, "c/ de Joan Manén" el 1981.
El febrer de 2011 es presentà a l'Ateneu de Barcelona l'Associació Joan Manén, fundada per músics i promotors amb motiu del 40è aniversari de la mort del músic, amb l'objectiu de divulgar concerts, enregistraments, web, conferències, etc. en l'àmbit internacional, conservar el seu important llegat musical, sòlid i extens, i fer tasques de recerca.
El 2013, Actio Visual, amb la col·laboració de l'Associació Joan Manen, produeix el documental Joan Manén, el geni oblidat, estrenat a l'ateneu barcelonès. S'hi analitza la figura des de la seva infància, fonamentada amb les seves memòries, les entrevistes que concedí i articles publicats, que s'acompanyen de fragments de la seva obra.

## Discografia
- 2012: Joan Manén: Sardanes per a cobla. Cobla de cambra de Barcelona, direcció Jordi Molina. Picap 911129
- 2012: Obres per a violí i piano 1. Kalina Macuta, violí; Daniel Blanch, piano. Col·lecció Joan Manén 1. La mà de guido 2120.
- 2014: Concerto núm. 2 (da Camera) per a violí i orquestra de corda i Concert per a oboè i orquestra. Kai Gleusteen, violí; Eduardo Martínez, oboè; Orquestra de Cambra Terrassa 48; Xavier Puig, director. Col·lecció Joan Manén 2. La mà de guido 2128.
- 2015: Obra Coral. Lieder Càmera; Xavier Pastrana, director; Daniel Blanch, piano; Àngels Balagueró, soprano. Col·lecció Joan Manén 3. La mà de guido 2133
- 2016: Obres per a violí i piano 2. Kalina Macuta, violí; Daniel Blanch, piano. Col·lecció Joan Manén 4. La mà de guido 2138.
- 2018: Joan Manén: Diálogo · Belvedere · Trois Chansons. Elisabet Franch, flauta; Daniel Blanch, piano; Helena Satué, violí; Aida-Carmen Soanea, viola; Romain Garioud, violoncel; José Antonio Domené, arpa; Júlia Farrés-Llongueras, soprano. Col·lecció Joan Manén 5. La mà de guido 2153.